# Jacques Dupuis
Jacques Dupuis (Huppaye, 5 dicembre 1923 – Roma, 28 dicembre 2004) è stato un gesuita belga, teologo del dialogo interreligioso con l'induismo.

## Biografia
Jacques Dupuis entrò nella Compagnia di Gesù nel 1941. Dopo gli studi religiosi e accademici in Belgio, partì alla volta dell'India nel 1948. Per tre anni (1948-1951) insegnò nella St. Xavier's High-School di Calcutta, e lì scoprì l'induismo attraverso il modo con cui erano state plasmate le personalità degli allievi a lui affidati. Questa fu una scoperta – la varietà di religioni – e l'inizio di una ricerca che durò tutta la sua vita: l'auto-rivelazione di Dio necessariamente passa interamente attraverso la persona di Gesù Cristo? Dopo essere stato ordinato sacerdote a Kurseong (India) nel 1954 completò il dottorato in teologia alla Pontificia Università Gregoriana a Roma, sull'antropologia religiosa di Origene Adamantio. Fu designato ad insegnare teologia dogmatica nella facoltà gesuita di teologia di Kurseong (più tardi trasferita a Delhi e denominata Vidyajyoti College of Theology). Direttore del giornale Vidyajyoti Journal of Theological Reflection Dupuis fu anche consigliere della Conferenza Episcopale Indiana. Oltre ai numerosi articoli di carattere teologico e interreligioso, ha pubblicato nel 1973 (con Josef Neuner) una raccolta di documenti della Chiesa The Christian Faith che ha avuto sette edizioni in vent'anni, e che si è rivelato uno strumento inestimabile nell'apprendimento della Teologia per generazioni di allievi del Cattolicesimo. Nel 1984, dopo trentasei anni trascorsi in India, Dupuis fu chiamato ad insegnare Teologia e Religioni non-cristiane all'Università Gregoriana di Roma.
Il libro Jesus-Christ à la rencontre des religions (1989) ha conseguito un grande successo e in breve è stato tradotto in italiano, inglese e spagnolo. Fu nominato direttore della rivista Gregorianum e anche consultore del "Pontificio Consiglio per il Dialogo interreligioso".

## Libro censurato
Nel 1997 viene pubblicato il suo libro Toward a Christian Theology of Religious Pluralism (titolo italiano: Verso una teologia cristiana del pluralismo religioso). 
Già nell'aprile del 1999 il quotidiano cattolico Avvenire pubblica una stroncatura del libro a firma di Inos Biffi, dopo aver precedentemente pubblicato una equilibrata recensione a firma di Enzo Bianchi che ne riconosceva i meriti teologici. Pochi mesi dopo è la volta della Civiltà Cattolica, rivista che fa capo alla Compagnia di Gesù, a stroncare il testo con la firma di padre Giuseppe De Rosa. Il 10 giugno dello stesso anno il cardinale Ratzinger e alcuni altri membri della Congregazione per la dottrina della fede, iniziano un'indagine riservata in merito. Erano state notate nel libro alcune ambiguità. Il 2 ottobre 1999 la Congregazione notifica a padre Dupuis che è indagato in merito al suo libro. I punti controversi sui quali sarà chiamato a rispondere alla Conferenza gli vengono comunicati da padre Peter Hans Kolvenbach, Preposito generale della Compagnia di Gesù. Nella notifica, formulata in cinque punti e sette capoversi, il Card. Joseph Ratzinger, allora prefetto della Congregazione, ha, tra l'altro, dichiarato (Punto II, capoverso 4): 
( Notificazione a proposito del libro del P. JACQUES DUPUIS, S.J., «Verso una teologia del pluralismo religioso» (Ed. Queriniana, Brescia 1997), su vatican.va. URL consultato il 07-01-2010.)
Poco dopo la notifica, nell'inverno 2001, viene pubblicato il testo della Notifica, da lui firmata.
In seguito, tuttavia, a Padre Dupuis fu ampiamente riconosciuto il lavoro pionieristico svolto nell'aprire la strada al significato delle altre religioni, secondo il "piano divino di salvezza dell'umanità". Successivamente pubblicò il suo saggio Il cristianesimo e le religioni. Dallo scontro all'incontro Queriniana (2001), che riprende i temi dell'opera precedente in una chiave di lettura marcatamente più pastorale, anch'esso apprezzatissimo.
Nel suo libro, uscito postumo, Perché non sono eretico. Teologia del pluralismo religioso: le accuse, la mia difesa padre Dupuis si difende dalle accuse formulate allora contro di lui.

## Opere
- The Christian Faith, Alba House New York (1973).
- Jesus-Christ at the encounter of World Religions (1991).
  - Gesù Cristo incontro alle religioni, Cittadella (1992).
- Who do you say I am ? Introduction to Christology (1994).
- Towards a Christian Theology of Religious Pluralism (1997).
  - Verso una teologia cristiana del pluralismo religioso, Queriniana (1997).
  - Il cristianesimo e le religioni. Dallo scontro all'incontro Queriniana (2001).
  - Perché non sono eretico. Teologia del pluralismo religioso: le accuse, la mia difesa (Emi, 2014)
  - Alle frontiere del dialogo. Religioni, Chiesa e salvezza (Emi, 2018)
  - "Il mio caso non è chiuso". Conversazioni con Jacques Dupuis (EMI, 2019), libro-intervista con Gerard O'Connell